# Fiera internazionale del libro del Cairo

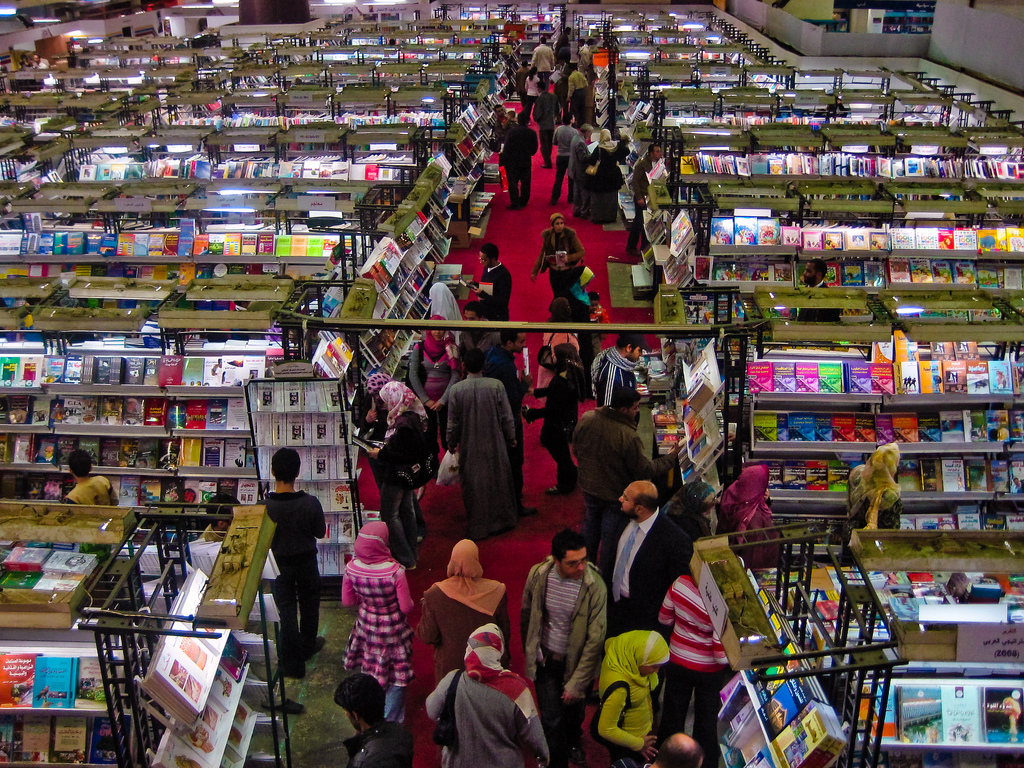
Visitatori alla 41ª edizione della Fiera, 3 febbraio 2009.

La Fiera internazionale del libro del Cairo è un'importante fiera che si svolge annualmente nel mese di febbraio al Cairo, in Egitto, al Cairo International Conference Center a Madinat Nasr, vicino all'Università Al-Azhar. È organizzata dalla General Egyptian Book Organisation.

## Dimensioni
La Fiera internazionale del libro del Cairo venne ideata dalla General Egyptian Book Organisation nel 1969, in coincidenza con le celebrazioni per il millesimo anniversario della fondazione della città del Cairo. La quarantatreesima edizione, prevista dal 29 gennaio al 10 febbraio 2011, non si è svolta a causa delle sommosse popolari che hanno portato alla caduta del presidente Hosni Mubarak.
La fiera attira centinaia di rivenditori da tutto il mondo e circa due milioni di visitatori ogni anno. È la maggiore fiera del libro del mondo arabo, e anche la più antica. Nel 2006 è stata la seconda al mondo dopo la Fiera del libro di Francoforte.
L'evento è rilevante anche perché le case editrici del Cairo producono da sole circa i tre quinti dei libri in lingua araba stampati nel mondo, e la General Egyptian Book Organisation, che organizza la fiera, di proprietà statale, è la maggiore casa editrice del mondo arabo. Sono presenti stand di case editrici private e di agenzie governative da tutto il mondo, e di rivenditori di libri, video, nonché di altri media, e nel corso delle circa tre settimane in cui si articola la fiera vi si svolgono conferenze, letture e altri eventi pubblici, sia in lingua araba sia in lingua inglese, nonché in altre lingue. Il target dichiarato della fiera è l'egiziano medio, e il materiale presente è di soggetto mainstream; a cornice della fiera vi sono attività all'aperto e spettacoli, come fuochi d'artificio.

## Controversie
Recentemente, sono state mosse accuse di censura contro autori di sinistra o islamici, opere critiche dell'operato del governo egiziano o contenenti passaggi o argomenti giudicati controversi da un punto di vista sessuale o culturale. Durante l'edizione del 2000, le proteste di alcuni militanti islamici contro libri che essi ritenevano offensivi sfociarono nella violenza: più di 2000 membri delle associazioni studentesche musulmane manifestarono all'esterno dell'Università Al-Azhar, in una delle rare manifestazioni pubbliche di protesta antigovernative precedenti al 2011, e vi furono 75 arresti e alcuni feriti. Il motivo della protesta studentesca era che una casa editrice del Ministero della Cultura egiziano pubblicasse e distribuisse sul mercato copie del romanzo del 1983 Walimah li A'ashab al-Bahr ("Banchetto di alghe"), dello scrittore siriano Haidar Haidar. A seguito di ciò, due dipendenti della casa editrice vennero arrestati per "offese alla religione" e per aver pubblicato un'opera "offensiva verso la pubblica morale".
Negli anni seguenti, un certo numero di libri presentati da editori stranieri è stato ritirato dalle autorità egiziane, tra questi opere del ceco Milan Kundera, del marocchino Mohamed Choukri, del saudita Ibrahim Badi, dei libanesi Hanan al-Sheikh ed Elias Khoury. Nel 2005, la polizia egiziana arrestò alla fiera dei rivenditori e degli attivisti, accusando anche due giornalisti locali di "diffondere falsa propaganda contro il governo" e altre persone per aver presentato un'opera di tendenze apertamente socialiste.